# Selles, Marne
Selles  là một xã thuộc tỉnh Marne trong vùng Grand Est đông nam nước Pháp. Xã này nằm ở khu vực có độ cao trung bình 92 mét trên mực nước biển. Dân số theo điều tra dân số năm 1999 của INSE là 250 người.
Sông Suippe chảy qua xã Selles.